# Martin Kutscha

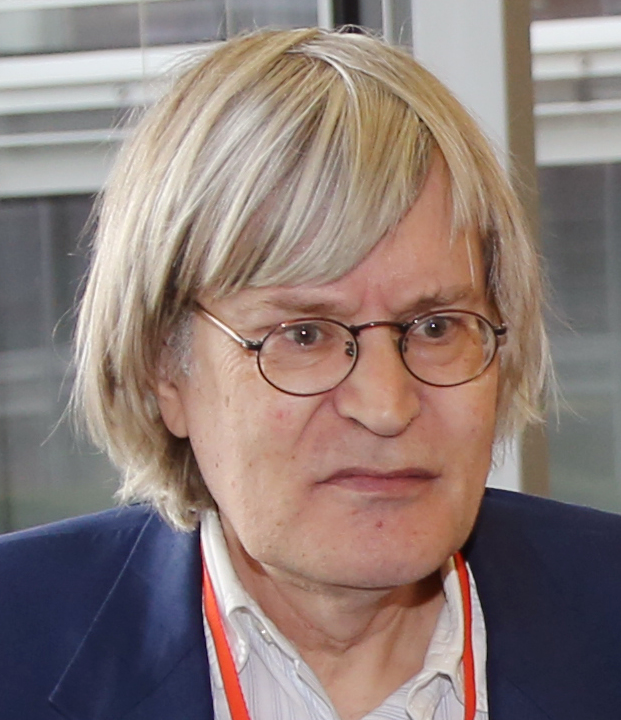
Martin Kutscha, 2016

Martin Kutscha (* 28. September 1948 in Bremen; † 5. September 2022) war ein deutscher Jurist und Professor für Staatsrecht und Verwaltungsrecht an der Hochschule für Wirtschaft und Recht Berlin.

## Leben

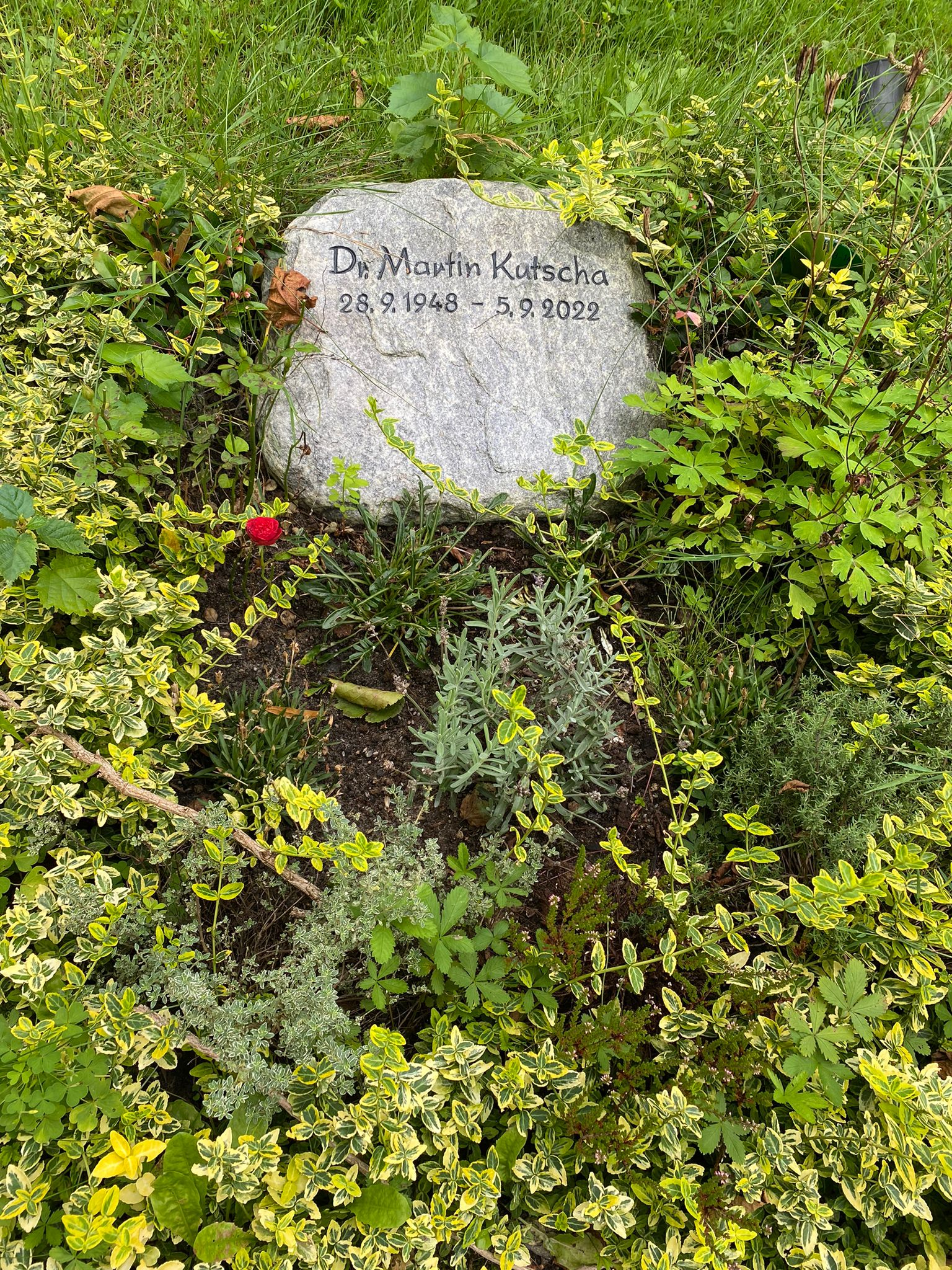
Grabstätte auf dem Friedhof Steglitz

Kutscha absolvierte ab 1968 ein Studium der Rechtswissenschaften an den Universitäten Kiel, Marburg und Hamburg, das er 1973 mit dem Ersten juristischen Staatsexamen abschloss. 1977 erlangte er das Assessorexamen und wurde in Bremen promoviert. Nach einer Tätigkeit als Rechtsanwalt von 1978 bis 1990 und der Mitarbeit am Lehrstuhl des Staatsrechtlers Ekkehart Stein an der Universität Konstanz war er von 1990 bis 2013 Professor für Staats- und Verwaltungsrecht an der Hochschule für Wirtschaft und Recht Berlin.
Kutscha wurde seit den 1990er Jahren zu zahlreichen Anhörungen von Innen- und Rechtsausschüssen der Landtage und des Deutschen Bundestages als Sachverständiger hinzugezogen. Im Jahr 1998 wurde er von der PDS als Richter für das Landesverfassungsgericht Brandenburg vorgeschlagen, erhielt jedoch nicht die erforderliche Zwei-Drittel-Mehrheit im Landtag. 2017 war er Mitgründer und Beirat des Instituts für Weltanschauungsrecht (ifw).
Martin Kutscha ruht auf dem Friedhof Steglitz.

## Mitgliedschaften
- Mitglied im Bundesvorstand der Humanistischen Union
- Mitglied im Bundesvorstand der deutschen Sektion der International Association of Lawyers against Nuclear Arms (IALANA)
- 2000–2004: Bundesvorsitzender der Vereinigung Demokratischer Juristinnen und Juristen (VDJ) und Menschenrechtsbeauftragter der VDJ
- Seit 2017: Beirat im Institut für Weltanschauungsrecht (ifw)

## Veröffentlichungen (Auswahl)

### Als Autor
- Verfassung und „streitbare Demokratie“. Historische und rechtliche Aspekte der Berufsverbote im öffentlichen Dienst. Zugl. Dissertation. Pahl-Rugenstein, Köln 1979, ISBN 3-7609-5008-6.
- mit Karl-Jürgen Bieback: Politische Rechte der Beamten. Ein Handbuch für Lehrer, Richter, Soldaten, Verwaltungs- und Vollzugsbeamte. Campus-Verlag, Frankfurt am Main/New York 1984, ISBN 3-593-33306-6.
- mit Sarah Thomé: Grundrechtsschutz im Internet? Nomos, Baden-Baden 2013, ISBN 978-3-8329-7907-2.
- mit Andreas Fisahn: Verfassungsrecht konkret. Die Grundrechte. 3. Aufl. Berliner Wissenschaftsverlag, Berlin 2018, ISBN 978-3-8305-3808-0.

### Als Herausgeber
- mit Norman Paech: Im Staat der „inneren Sicherheit“. Polizei, Verfassungsschutz, Geheimdienste, Datenkontrolle im Betrieb. Röderberg-Verlag, Frankfurt am Main 1981, ISBN 3-87682-739-6.
- mit Norman Paech: Totalerfassung. „Sicherheitsgesetze“, Volkszählung, neuer Personalausweis, Möglichkeiten der Gegenwehr. Pahl-Rugenstein, Köln 1986, ISBN 3-7609-1053-X.
- Demonstrationsfreiheit. Kampf um ein Bürgerrecht. Presseverlag Theurer, Köln 1986, ISBN 3-8161-3006-2.
- mit Cornelia Kerth: Was heißt hier eigentlich Verfassungsschutz? Ein Geheimdienst und seine Praxis. PapyRossa, Köln 2020, ISBN 978-3-89438-729-7.